# Adrien Gay de Savary
Pour les articles homonymes, voir Gay et Savary.
Adrien Gay de Savary est un homme politique français né le 26 juin 1848 à Pampelonne (Tarn) et mort le 7 mars 1930 dans cette même ville.

## Biographie
Avocat à Albi, il devient maire de cette ville de 1888 à 1890. Il est également conseiller général et, un temps, président du Conseil général. À la suite du décès de Jules Pajot, sénateur inamovible, il est élu sénateur du Tarn en 1898. Il reste en fonction jusqu'en 1927. Parlementaire très actif, il est président du groupe de la Gauche Démocratique de 1907 à 1911 et vice-président du Sénat de 1913 à 1916.

## En Savoir plus